# Amorese Dertin
Amorese Ralph Dertin (ur. 29 stycznia 1991 w Bangi) – środkowoafrykański piłkarz grający na pozycji pomocnika. Od 2020 jest zawodnikiem klubu SCAF Tocages.

## Kariera klubowa
Swoją karierę Dertin rozpoczął w gabońskim klubie AS Pélican. W sezonie 2009/2010 zadebiutował w jego barwach w gabońskiej pierwszej lidze. W 2016 roku przeszedł najpierw do innego gabońskiego klubu, Missile FC, a następnie do kameruńskiego Bamboutos FC. W 2017 został zawodnikiem SCAF Tocages, z którym w sezonie 2017/2018 wywalczył mistrzostwo Republiki Środkowoafrykańskiej. W 2020 na krótko przeszedł do AS Pélican, a następnie wrócił do SCAF Tocages.

## Kariera reprezentacyjna
W reprezentacji Republiki Środkowoafrykańskiej Dertin zadebiutował 25 września 2010 roku w zremisowanym 0:0 meczu CEMAC Cup 2010 z Gabonem.